# バッハの森
一般財団法人バッハの森（バッハのもり）は、主宰者・石田友雄（聖書学者）と石田一子（オルガニスト）夫妻の呼びかけに賛同した市民有志により、聖書と教会音楽の総合的な学び舎の設立を目指して、1985年に、研究学園都市・つくばに創設された私塾である。

## 概要
バッハの森は、ヨハン・セバスチャン・バッハ(Johann Sebastian Bach)の作品を中心とする、高度の普遍性と芸術性が広く認められている西洋バロック時代の宗教音楽 及び その源泉であり背景である聖書文学の教育・研究活動を通して、わが国における精神文化の振興と豊かな人間性の育成に寄与することを目的として設立された。つくば市郊外に建てられた一連の施設では、西洋バロック時代の宗教音楽及び聖書文学の教育・研究活動が行われている。

## 施設
活動の場となっている木造建築群は、建築家納賀雄嗣により設計された。
- バッハの森記念奏楽堂
- コミュニティセンター
- 聖書の国資料館（セミナーホール、図書室、事務所）

## 活動
参加は会員制による。入試も卒業も資格授与もなく、様々な学習コースを通して、広く以下を学ぶことが目指されている。
- 「オルガン音楽のコラール研究」 (2009-13年)、「J.S.バッハ《オルガン小曲集》のコラール研究」(2014-17年)は、研究者・オルガニストの参加[5]を得て開かれた学習の取り組みの一例である。

- 実技（合唱、歌唱、オルガン、クラヴィコード、ハンドベル）、
- 曲目（コラール、教会カンタータ、受難曲、ミサ曲、グレゴリオ聖歌）、
- 語学（ドイツ語、ラテン語）、
- 思想（教会音楽理解のための聖書）

学習コース
- オルガン音楽研究会｜コラール研究会｜ オルガン 又は クラヴィコード レッスン ＆ クリニック｜オルガン・クラブ
- 聖書入門｜コラールを楽しもう｜カンタータ入門｜クワイア（混声合唱）
- バロック・アンサンブル｜ハンドベル・クワイア｜ハンドベル・リンガーズ
- 声楽教室｜チェンバロ教室｜クラヴィコード 又は オルガン教室

## 楽器
活動には以下に記す楽器が用いられている。
- アーレントオルガン（1989年、Jürgen Ahrend（German organ builder）工房製作、パイプ数1,206本）
- ポジティフオルガン（1982年、辻（宏）オルガン建造所製作、パイプ数204本）
- チェンバロ（1977年、堀栄蔵製作、2段鍵盤）
- クラヴィコード（2011年、キース・ヒル製作、米国）
- ハンドベル（マルマーク社製、4オクターブ +5音、54ベル、米国）

他に、会員より借用しているイタリアの歴史的パイプオルガン（18世紀様式オリジナル、製作者不明、トスカナ地方で製作）が設置されている。